# 美麗條鰍
美麗條鰍（學名：Nemacheilus pulchellus）為輻鰭魚綱鯉形目條鰍科條鰍屬的其中一種。被IUCN列為瀕危保育類動物，分布於亞洲印度西高止山Bhavani河流域，體長可達4.6公分，棲息在河川底層水域，生活習性不明。

## 扩展阅读
維基物種上的相關：美麗條鰍